# Marianna agentul 0555
Marianna agentul 0555 (titlul original: în rusă Марианна, transliterat: Marianna) este un film de război, ecranizare după nuvela cu elemente autobiografice „În spatele liniilor inamice” (В тылу врага) a lui Praskovia Didîk, realizat în 1967 de regizorul Vasile Pascaru. Aceeași nuvelă a stat și la baza filmului Riscul (Риск, 1970) al aceluiași regizor, care în perioada Uniunii Sovietice este menționat cu numele de Vasili Paskaru.
Protagoniștii filmului sunt actorii Irina Tereșcenko și Grigore Grigoriu.

## Rezumat
Serviciul de recunoaștere din prima linie a Armatei Roșii a fost însărcinat cu localizarea unui aerodrom german. Recunoașterea aeriană nu a dat niciun rezultat. Pentru a efectua recunoașterea la sol, căpitanul de recunoaștere Boykov și operatorul radio Marianna sunt trimiși în spatele liniilor germane. Dar în timpul aterizării nereușite cu parașuta, Boykov moare, iar fata rămâne singura persoană care poate obține informații secrete. 
După ce a ajuns în orașul ocupat, Marianna primește un loc de muncă ca servitoare în casa unui ofițer german. După ce a contactat un om de legătură sub pseudonimul „Plopul”, un ofițer de informații sovietic ascuns sub masca unui polițist, primește de la el informații despre locația aerodromului.
Dar atunci când transmite informații către Centru, emisia ei radio este interceptată de naziști. Este arestată, Gestapoul o interoghează pe Marianna și o forțează să transmită prin stația radio datele pregătite de ei. Profitând de un moment propice, Marianna difuzează deschis o radiogramă cu coordonatele aerodromului inamic...

## Distribuție
- Irina Tereșcenko – Marianna Petrenko, radio-telegrafistă, agent «0555»
- Grigore Grigoriu – Nikolai Grițenko, „Plopul”, polițist
- Tînu Aav – Ludwig, ofițerul neamț
- Serghei Lunkevici – Ernst, maiorul neamț
- Viktor Ciutak – unchiul Petea, persoana de contact
- Mihail Badikeanu – Mihai
- Valeri Malîșev – cercetașul
- Iuri Dedovici – căpitanul Boikov
- Valentina Zimniaia – Dunea, amanta
- Vadim Vilski – un ofițer neamț
- Lavrenti Masoha – generalul sovietic
- Igor Bezeaev – colonelul de la CI
- Vladimir Bogatu – aviatorul
- Igor Kuleșov – ofițerul de stat major
- Nikolai Zaplitnîi – un ofițer neamț
- Dumitru Margine – polițistul

## Lansare
A fost lansat în anul 1967 și a avut parte de mare succes comercial, fiind vizionat de 29,1 milioane de spectatori în cinematografele din Uniunea Sovietică.